# Mario Pestano
Mario Pestano (Tenerife, 8 april 1978) is een Spaans discuswerper. Hij is meervoudig Spaans kampioen discuswerpen. Hij nam driemaal deel aan de Olympische Spelen, maar won hierbij geen medailles.

## Loopbaan
Zijn eerste succes behaalde Pestano door in 1999 op het EK voor junioren onder 23 jaar brons te winnen. Hij deed mee aan de Olympische Spelen van 2004 in Athene, maar werd in de kwalificatieronde uitgeschakeld. Vier jaar later in Peking verging het hem beter. Met 64,42 m kwalificeerde hij zich voor de finale, waarin hij met 61,98 een elfde plaats behaalde. Bij zijn derde olympische optreden in Londen strandde hij met 63,40 opnieuw in de kwalificatieronde.
Opvallend is dat Pestano op de wereldkampioenschappen in Berlijn bij het discuswerpen vrijwel hetzelfde resultaat behaalde als twee jaar eerder op de wereldkampioenschappen in Osaka. In Japan werd hij met een worp van 62,70 tiende, terwijl hij in Berlijn met slechts zes centimeter meer opnieuw de tiende plaats bereikte.
Pestano is aangesloten bij C.A. Arona/TenerifeCajaCanarias.

## Titels
- Spaans kampioen discuswerpen - 2001, 2002, 2003, 2004, 2005, 2006
- Ibero-Amerikaans kampioen discuswerpen - 2004
- Spaans jeugdkampioen discuswerpen - 1995

## Persoonlijke records
Outdoor
| Onderdeel    | Prestatie | Datum        | Plaats                 |
| ------------ | --------- | ------------ | ---------------------- |
| kogelstoten  | 18,64 m   | 15 juni 2002 | Sanlúcar               |
| discuswerpen | 69,50 m   | 28-07-2008   | Santa Cruz de Tenerife |

Indoor
| Onderdeel   | Prestatie | Datum           | Plaats   |
| ----------- | --------- | --------------- | -------- |
| kogelstoten | 18,75 m   | 15 januari 2000 | Zaragoza |

## Palmares

### Kampioenschappen
| Jaar | Wedstrijd                   | Plaats      | Resultaat | Extra   |
| ---- | --------------------------- | ----------- | --------- | ------- |
| 1999 | EK junioren (onder 23 jaar) | Göteborg    | 3e        | 61,73 m |
| 2001 | Universiade                 | Peking      | 10e       | 58,05 m |
|      | Middellandse Zeespelen      | Radès       | 3e        | 63,71 m |
| 2002 | EK                          | München     | 4e        | 64,69 m |
| 2002 | IAAF Wereldbeker            | Madrid      | 3e        | 64,64 m |
| 2002 | Europacup                   | Florence    | 5e        | 60,52 m |
| 2003 | WK                          | Parijs      | 8e        | 64,39 m |
|      | Wereldatletiekfinale        | Monte Carlo | 8e        | 59,96 m |
| 2004 | Wereldatletiekfinale        | Monte Carlo | 1e        | 64,11 m |
| 2005 | WK                          | Helsinki    | 11e       | 62,75 m |
| 2005 | Wereldatletiekfinale        | Monte Carlo | 6e        | 62,97 m |
| 2005 | Middellandse Zeespelen      | Almería     | 1e        | 63,96 m |
| 2005 | Europacup                   | Florence    | 1e        | 66,29 m |
| 2006 | EK                          | Göteborg    | 4e        | 64,84 m |
| 2006 | Europacup                   | Málaga      | 3e        | 62,35 m |
| 2007 | WK                          | Osaka       | 10e       | 62,70 m |
| 2007 | Wereldatletiekfinale        | Stuttgart   | 5e        | 63,25 m |
| 2008 | Olympische Spelen           | Peking      | 11e       | 61,98 m |
|      | Wereldatletiekfinale        | Stuttgart   | 7e        | 61,67 m |
| 2009 | EK Team                     | Leiria      | 3e        | 64,66 m |
| 2009 | WK                          | Berlijn     | 10e       | 62,76 m |
| 2010 | EK                          | Barcelona   | 6e        | 64,51 m |
| 2011 | WK                          | Berlijn     | 11e       | 63,00 m |
| 2012 | EK                          | Helsinki    | 5e        | 63,87 m |

### Golden League-podiumplekken
| Jaar | Wedstrijd          | Plaats  | Resultaat | Extra   |
| ---- | ------------------ | ------- | --------- | ------- |
| 2002 | Weltklasse Zürich  | Zürich  | 2e        | 65,37 m |
| 2004 | Memorial Van Damme | Brussel | 2e        | 67,06 m |
| 2004 | ISTAF              | Berlijn | 2e        | 66,69 m |

### Diamond League-podiumplekken
| Jaar | Wedstrijd         | Plaats | Resultaat | Extra   |
| ---- | ----------------- | ------ | --------- | ------- |
| 2010 | Weltklasse Zürich | Zürich | 3e        | 66,49 m |